# Love the Hard Way
Love the Hard Way (deutscher Verweistitel: Love the Hard Way – Atemlos in New York) ist ein US-amerikanisches Filmdrama von Peter Sehr aus dem Jahr 2001. Die Hauptrolle spielt Adrien Brody.

## Handlung
Der Kleinganove Jack ist Mitglied einer Bande, die vermögende Menschen betrügt. Er liest gerne Bücher und träumt von der Karriere eines Schriftstellers.
Eines Tages lernt er Claire, eine Studentin der Columbia University kennen, die ihn fasziniert. Auch er übt auf die Frau eine starke Anziehungskraft aus. Jack fürchtet sich vor der festen Beziehung. Als Claire für einige Wochen verreist, betrügt Jack sie mit Pamela und wird dabei nach der unerwarteten Rückkehr von Claire erwischt.
Claire wird aus ihrer Bahn geworfen, sie widmet sich der Prostitution. Jack stellt fest, dass er Claire liebt. Bei einem der Betrugsversuche werden Jack und sein Komplize Charlie verhaftet. Sie werden zu mehrjährigen Haftstrafen verurteilt. Claire schneidet ihre Pulsadern auf, die Polizei findet sie und rettet sie im letzten Augenblick.
Jack gerät im Gefängnis in eine Schlägerei, er wird schwer verletzt und später auf Bewährung entlassen. Wieder in der Freiheit trifft er sich mit Claire.

## Kritiken
„Bemühte Verfilmung eines chinesischen Underground-Romans, die die kriminelle Unterwelt von New York als fiktives Abziehbild reproduziert, emotional jedoch nicht zu überzeugen weiß. Da die Charakterzeichnung der Personen nicht überzeugt, wird nur ein aufgesetzter Outsider-Mythos bestätigt.“

Ty Burr lobte im The Boston Globe vom 11. Juli 2003 die Darstellung von Adrien Brody und kritisierte das Spiel von Charlotte Ayanna sowie die letzten Szenen des Films.
Roger Ebert schrieb in der Chicago Sun-Times vom 27. Juni 2003, Adrien Brody wäre in der Rolle von Jack sehr gut besetzt, sogar besser als in der Rolle von Władysław Szpilman im Film Der Pianist. Die Ausschweifungen, denen Claire sich nach dem Bruch mit Jack hingibt, bezeichnete Ebert als eine Selbstbestrafung. Er schrieb, er hätte sie eher in einem französischen Film als in einem US-amerikanischen Streifen erwartet. Die Darstellung von Pam Grier kritisierte er als sonderbar und künstlich, das Filmende als nicht gelungen.
Ulrich Behrens lobte auf der Website www.filmstarts.de die Darstellungen von Adrien Brody, Charlotte Ayanna, August Diehl und Jon Seda sowie die Leinwandpräsenz von Pam Grier. Er schrieb, der Film hätte ihn fasziniert.

## Auszeichnungen
Peter Sehr gewann 2001 den Silbernen Leoparden des Internationalen Filmfestivals von Locarno und wurde für den Goldenen Leoparden nominiert. Er gewann außerdem 2002 den Bayerischen Filmpreis.
Adrien Brody und Charlotte Ayanna gewannen 2002 je einen Preis des französischen Festival International du Film d’Action et d’Aventure.